# چن کایگه
چن کایگه (انگلیسی: Chen Kaige؛ زادهٔ ۱۲ اوت ۱۹۵۲) کارگردان چینی و چهره‌ای برجسته در نسل پنجم سینمای چین است.

## زندگی‌نامه
چن هوآیی پدر چن کایگه که در سال ۱۹۹۴ درگذشت، از کارگردان‌های معروف دهه شصت چین بود که در زمان انقلاب فرهنگی به خاطر وابستگی‌اش به حزب ناسیونالیست چین، تحقیر و آزار شد.
از اواسط دهه۸۰، چهره‌های تازه‌ای در سینمای چین ظهور کردند که چن کایگه طلایه‌دارشان بود. او مهم‌ترین فیلمساز گروهی بود که نسل پنجم سینماگران چینی نام گرفتند. زمین زرد (۱۹۸۴) اولین ساخته چن کایگه در جشنواره فیلم لوکانو، یوزپلنگ نقره‌ای را گرفت و نام این فیلمساز را در محافل بین‌المللی مطرح کرد. کایگه روند صعودی خود را ادامه داد و در سال ۱۹۹۳ با فیلم خدانگهدار معشوقه من موفق شد نخل طلایی بهترین فیلم جشنواره کن را نیز دریافت کند.
تا سال‌ها او مطرح‌ترین و شاخص‌ترین چهره سینمای چین بود ولی به تدریج فیلمسازان دیگری جای او را گرفتند. ماه اغواگر (۱۹۹۶) و امپراتور و آدمکش (۱۹۹۹) هم طرفداران خاص خود را داشتند ولی نتوانستند موفقیت آثار اولیه این فیلمساز را تکرار کنند.
تعهد ساخته دیگر کایگه که در سال ۲۰۰۵ به نمایش درآمد، یک شکست همه‌جانبه بود؛ نه مردم از آن استقبال کردند و نه منتقدان چندان تحویلش گرفتند، به طوری که به نظر می‌رسید ستاره اقبال این فیلمساز چینی کاملاً افول کرده‌است. او در این سال‌ها پروژه‌های پرهزینه‌ای را کارگردانی کرده که اغلب هم شکست خورده‌اند.
برخی از منتقدان با اشاره به اصالت آثار اولیه کایگه، دلیل شکست او را دور شدن از حال و هوای بکر و سبک و سیاق منحصر به فردش در کارگردانی دانسته‌اند. با این همه هنوز هم هر فیلم تازه کایگه یک اتفاق مهم سینمایی است.

## فیلم‌شناسی

### فیلم (به عنوان کارگردان)
| سال  | عنوان                                                  | عنوان چینی   | یادداشت‌ها                                                                  |
| ---- | ------------------------------------------------------ | ------------ | -------------------------------------------------------------------------- |
| ۱۹۸۴ | زمین زرد                                               | 黃土地       |                                                                            |
| ۱۹۸۶ | رژه بزرگ                                               | 大閱兵       |                                                                            |
| ۱۹۸۷ | پادشاه کودکان                                          | 孩子王       |                                                                            |
| ۱۹۹۱ | زندگی روی یک رشته                                      | 邊走邊唱     |                                                                            |
| ۱۹۹۳ | بدرود همخوابه من                                       | 霸王別姬     | برندهٔ نخل طلا در جشنواره فیلم کن ۱۹۹۳                                      |
| ۱۹۹۶ | ماه وسوسه انگیز                                        | 風月         |                                                                            |
| ۱۹۹۸ | امپراتور و آدم‌کش                                       | 荊柯刺秦王   |                                                                            |
| ۲۰۰۲ | مرا به آرامی می‌کشد                                     | 温柔地杀我   |                                                                            |
| ۲۰۰۲ | ۱۰۰ گل پنهان‌شده در اعماق 100 Flowers Hidden Deep       |              | بخشی در فیلم گلچین ده دقیقه بزرگ‌تر                                         |
| ۲۰۰۲ | با هم                                                  | 和你在一起   | صدف نقره ای ۲۰۰۲ برای بهترین کارگردانی در جشنواره بین‌المللی فیلم سن‌سباستین |
| ۲۰۰۵ | قول                                                    | 無極         |                                                                            |
| ۲۰۰۷ | Zhanxiou Village                                       |              | وینیت در فیلم گلچین هر کس سینمای خودش                                      |
| ۲۰۰۸ | مفتون ابدی                                             | 梅兰芳       |                                                                            |
| ۲۰۱۰ | قربانی                                                 | 趙氏孤兒     |                                                                            |
| ۲۰۱۲ | در وب گرفتار شد                                        | 搜索         | روایت داستانی موتور جستجوی گوشت انسان.                                     |
| ۲۰۱۵ | راهب                                                   | 道士下山     |                                                                            |
| ۲۰۱۷ | افسانه گربه شیطان                                      | 妖猫传       |                                                                            |
| ۲۰۱۹ | مردم من، کشور من                                       | 我和我的祖国 | [ ۲ ]                                                                      |
| ۲۰۲۰ | گل‌ها در خاکستر شکوفا می‌شوند Flowers Bloom in the Ashes | 尘埃里开花   | [ ۳ ]                                                                      |
| ۲۰۲۱ | نبرد در دریاچه چانگ‌جین                                 | 长津湖       | [ ۴ ] [ ۵ ]                                                                |

### تلویزیون (به عنوان کارگردان)
| سال  | عنوان                              | عنوان چینی | یادداشت |
| ---- | ---------------------------------- | ---------- | ------- |
| ۱۹۸۴ | برخاستن اضطراری Emergency Take-off | 强行起飞   |         |
| ۲۰۰۲ | لو بو و دیائو چان                  | 吕布与貂蝉 |         |

### بازیگر
| سال  | عنوان                             | عنوان چینی | نقش                   | یادداشت |
| ---- | --------------------------------- | ---------- | --------------------- | ------- |
| ۱۹۸۷ | آخرین امپراتور                    | 末代皇帝   | کاپیتان گارد شاهنشاهی |         |
| ۱۹۹۹ | امپراتور و آدم‌کش                  | 荊柯刺秦王 | لو بووی               |         |
| ۲۰۰۱ | دروازه عمارت بزرگ                 | 大宅门     | یک مقام رسمی          | مهمان   |
| ۲۰۰۲ | با هم                             | 和你在一起 | یو شیفنگ              |         |
| ۲۰۰۹ | تأسیس جمهوری                      | 建國大業   |                       |         |
| ۲۰۱۲ | The Monkey King: Uproar in Heaven |            |                       |         |

### نویسنده
| سال  | عنوان             | عنوان چینی | یادداشت |
| ---- | ----------------- | ---------- | ------- |
| ۱۹۸۴ | زمین زرد          | 黃土地     |         |
| ۱۹۹۱ | زندگی روی یک ریسه | 边走边唱   |         |
| ۱۹۹۶ | ماه وسوسه انگیز   | 风月       |         |
| ۱۹۹۹ | امپراتور و آدم‌کش  | 荊柯刺秦王 |         |
| ۲۰۰۲ | با هم             | 和你在一起 |         |
| ۲۰۰۵ | قول               | 无极       |         |

### تولیدکننده
| سال  | عنوان                          | عنوان چینی     | یادداشت |
| ---- | ------------------------------ | -------------- | ------- |
| ۱۹۹۸ | امپراتور و آدم‌کش               | 荊柯刺秦王     |         |
| ۲۰۰۲ | با هم                          | 和你在一起     |         |
| ۲۰۰۲ | داستان دو زن Two Women's Story | 两个女人的故事 |         |
| ۲۰۰۵ | قول                            | 无极           |         |

## یادداشت
1. 1 2 3 4 5  عنوان فیلم به زبان انگلیسی هر طوری که تعریف شده باشد در اینجا به فارسی ترجمه شده‌است. این عنوان معمولاً توسط استودیوی فیلمسازی یا با اجماع نقد فیلم تصمیم گرفته می‌شود. گاهی اوقات، نام با نام اصلی فیلم یکسان است.